# Následníci: Kouzelný svět
Následníci: Kouzelný svět (v anglickém originále Descendants: Wicked World) je americký televizní seriál stanice Disney Channel, který příběhově doplňuje film Následníci. Úvodní díl měl premiéru 15. září 2015 v USA (na stanici Disney Channel i na jeho internetových platformách), v Česku dne 9. ledna 2016 na youtubovém kanálu českého Disney Channelu. V seriálu se objevují nové postavy, které se mají vyskytovat ve filmovém sequelu Následníci 2.

## Příběh
Po Benově korunovaci ve filmu Následníci se zlodušské děti Mal, Evie, Carlos a Jay usadí s tím, že půjdou cestou dobra. Jejich rodiče se však stále toulají po ostrově Ztracených, odkud dorazí další děti – Freddie, CJ a Zevon

## Postavy
Auradoňané
- Ben (hlas: Mitchell Hope)
- Audrey (hlas: Sarah Jeffery)
- Jane (hlas: Brenna D'Amico)
- Lonnie (hlas: Dianne Doan)
- Jordan (hlas: Ursula Taherian)
- Ally (hlas: Jennifer Veal)
- Ruby

Zloduši
- Mal (hlas: Dove Cameron)
- Evie (hlas: Sofia Carson)
- Carlos (hlas: Cameron Boyce)
- Jay (hlas: Booboo Stewart)
- Freddie (hlas: China Anne McClain v 1. řadě, Lauryn McClain ve 2. řadě)
- CJ (hlas: Myrna Velasco)
- Zevon (hlas: Bradley Steven Perry)

## Vysílání
| Řada     | Díly | Premiéra v USA    | Premiéra v USA    | Premiéra v ČR   | Premiéra v ČR   |
| Řada     | Díly | První díl         | Poslední díl      | První díl       | Poslední díl    |
| -------- | ---- | ----------------- | ----------------- | --------------- | --------------- |
| 1        | 18   | 18. září 2015     | 15. července 2016 | 9. ledna 2016   | 2. února 2017   |
| 2        | 15   | 21. října 2016    | 24. února 2017    | 7. února 2017   | 30. března 2017 |
| speciály | 3    | 13. prosince 2015 | 3. března 2017    | nebylo vysíláno | nebylo vysíláno |

## Nominace
| Rok  | Ocenění            | Kategorie           | Výsledek |
| ---- | ------------------ | ------------------- | -------- |
| 2016 | Teen Choice Awards | Animovaný TV seriál | nominace |